# Rhodellophyceae
Rhodellophyceae Cavalier-Smith 1998, segundo o sistema de classificação de Hwan Su Yoon et al. (2006), é o nome botânico de uma classe de algas vermelhas unicelulares do subfilo Rhodophytina, filo Rhodophyta.

## Táxons inferiores
Ordem: Rhodellales H.S. Yoon, K.M. Müller, R.G. Sheath, F.D. Ott & D. Bhattacharya, 2006.
Família:  Rhodellaceae H.S. Yoon, K.M. Müller, R.G. Sheath, F.D. Ott & D. Bhattacharya, 2006.
Gêneros: 
- Dixoniella J.L. Scott, S.T. Broadwater, B.D. Saunders, J.P. Thomas & P.W. Gabrielson, 1992.
- Glaucosphaera Korshikov, 1930.
- Rhodella L. Evans, 1970.

- No sistema de classificação de Saunders e Hommersand (2004) esta classe pertence ao subfilo Rhodellophytina, filo Rhodophyta.
- No sistema sintetizado de R.E. Lee (2008) esta classe não foi incluida.